# Monique Bermond
Pour les articles homonymes, voir Bermond.
 (juin 2024).
Monique Bermond (née le 12 mars 1927 à Genève et morte le 6 août 2017 à Athis-Mons) est une romancière, critique littéraire de livres pour enfants, animatrice et productrice d'émissions radiophoniques française.

## Biographie
Après des études de musique, théâtre, chorégraphie, cinéma et littérature à Genève, elle enseigne la danse classique à Genève, Paris puis Rouen, entre 1944 et 1956.
En 1952, elle épouse Roger Boquié.[réf. nécessaire]
À partir de 1956, elle s'oriente définitivement vers une action portée sur l'apport culturel et artistique des enfants, en collaboration avec son mari, en animant des stages de musique, danse, expression parlée, pour enseignants, moniteurs et animateurs.
En 1958 débutent, avec Roger Boquié, les émissions radios et TV en tant que producteurs. L'émission Partons à la découverte voit le jour. Puis dans les années 1960-1961, ils prennent conscience de la nécessité de sensibiliser les adultes à la littérature jeunesse. Ils vont, progressivement, s'y consacrer totalement. C'est ainsi qu'en 1962 la première émission de littérature jeunesse Allo allo ici jeunesse voit le jour. En 1970, cette émission devient Le livre, ouverture sur la vie sur France Culture.
En 1966, en collaboration avec son mari et un couple d'amis décorateurs, elle fonde une compagnie de marionnettes, Le Paravent aux Images.
De 1965 à 1967, elle tient une rubrique de critique littéraire dans le magazine Sang neuf de l’École alsacienne (où sont scolarisés ses enfants). À partir de 1966, elle signe un article mensuel consacré à la littérature de jeunesse dans la revue École des Parents, rubrique qu'elle animera jusqu'en 1980. De 1976 à 1981, c'est dans l'hebdomadaire Le Ligueur qu'elle tiendra aussi une rubrique de critique littéraire. Elle anime aussi, en collaboration avec son mari, les stages L'enfant, le livre et l'expression à l'INEP de Marly-le-Roi, destinés aux bibliothécaires, enseignants, animateurs, etc.
Toujours associée à son époux, elle a œuvré pour la reconnaissance des nouveaux auteurs et illustrateurs de la littérature de jeunesse francophone.
Son métier de critique littéraire de livres pour enfants lui a permis de collectionner de nombreux ouvrages pour la jeunesse. En 1998, elle a fait don, avec Roger Boquié, à la ville de Nantes de près de 24 000 livres, ainsi que des enregistrements sonores et des montages audiovisuels représentatifs de l'édition francophone pour la jeunesse amassés depuis 1960. Le Centre d'information sur la littérature enfantine (CILE), situé dans les locaux de la médiathèque Jacques-Demy, a été, en leur hommage, rebaptisé par la bibliothèque municipale de Nantes « Centre Bermond-Boquié, Centre d'Information sur la Littérature Jeunesse ». Celui-ci, après restructuration, a rouvert ses portes en 1999,,. En acceptant la donation, la Ville de Nantes s'est engagée à poursuivre le travail entrepris, notamment la poursuite de la mise à jour de la base de données Livrjeun créée par le couple en 1984,.
Monique Bermond vivait à Athis-Mons, jusqu'à son décès le 6 août 2017.

## Publications
- 1971 : L'Oiseau de pluie, éditions Flammarion[11]
- 1976 : Pouchi, Poucha et le gros loup du bois, éditions J.P. Delarge[12]
- 1977 : Le Sapin et l'Oiseau de Noël, éditions La Farandole
- 1980 : Les Affreux Jojos, éditions L’École des Loisirs
- 1982 : Déménager c'est terrible, éditions L’École des Loisirs
- 1984 : Qui es-tu Judy Judith ?, éditions De L'Amitié
- 1988 : Quand je rentre de l'école, éditions Flammarion
- 1988 : Maman ! Nicolas m'embête !, éditions Flammarion
- 1988 : L'Odyssée de Madame Pétrovna, éditions L’École des Loisirs
- 1989 : Des bruits qui courent, éditions La Farandole
- 2002 : 3 contes d'Afrique, éditions Flammarion